# Бочурино (Тверская область)
Бочурино — деревня в Удомельском городском округе Тверской области.

## География
Деревня находится в северной части Тверской области на расстоянии приблизительно 3,5 км на юг-юго-запад по прямой от железнодорожного вокзала города Удомля на северо-восточном берегу озера Кубыча.

## История
Известна с 1478 года. Дворов (хозяйств) в ней было 15 (1859 год), 24 (1886), 23 (1911), 33 (1958), 27 (1986), 18 (2000). В советское время работали колхозы «Бачурино», «Красное Знамя», им. Попова и совхоз «Удомельский». До 2015 года входила в состав Удомельского сельского поселения до упразднения последнего. С 2015 года в составе Удомельского городского округа.

## Население
Численность населения: 83 человека (1859 год), 120 (1886), 118 (1911), 99 (1958), 44 (1986), 20 (русские 90 %) в 2002 году, 30 в 2010.